# دوري الدرجة الأولى الأردني للسيدات
دوري الدرجة الأولى الأردني للسيدات هو دوري المستوى الثاني لكرة القدم النسائية في الأردن. وهو يشكل إلى جانب دوري المحترفين، نظام الدوري. ويتم إدارته من قبل الاتحاد الأردني لكرة القدم، وكانت بدايته في عام 2011م.
عُرف الدوري بأسماء مختلفة على مدار تاريخه: الدوري البرتقالي الأردني B للسيدات،وذلك بين موسمي 2011-12م و2015-16م،  ادوري القسم الثاني الأردني للسيدات في موسم 2019م،  ودوري الدرجة الأولى الأردني للسيدات منذ موسم 2021م.

## نظام البطولة
تتبع المنافسة نظام دوري من مرحلة واحدة، حيث يتم تتويج الفريق الحاصل على أعلى النقاط في النهاية بالبطولة، بالإضافة إلى الصعود مباشرة إلى الدوري الأردني للسيدات المحترفات في الموسم التالي. 

## الأبطال

### الفوز حسب السنة
| رقم. | موسم    | بطل                                            |
| ---- | ------- | ---------------------------------------------- |
| 1    | 2011–12 | الزرقاء                                        |
| 2    | 2014–15 | الزرقاء                                        |
| 3    | 2015–16 | الحسين                                         |
| 4    | 2019    | القادسية                                       |
| 5    | 2021    | أكاديمية كرة القدم 6 يارد (نادي سيدات الاتحاد) |
| 6    | 2022    | نادي عمان لكرة القدم                           |
| 7    | 2023    | الحسين                                         |
| 8    | 2024    | نشامى المستقبل                                 |

### الفوز حسب النادي
| النادي                    | انتصارات | سنوات الفوز      |
| ------------------------- | -------- | ---------------- |
| الزرقاء                   | 2        | 2011–12، 2014–15 |
| الحسين                    | 2        | 2015–16، 2023    |
| القادسية                  | 1        | 2019             |
| أكاديمية كرة القدم 6 يارد | 1        | 2021             |
| نادي عمان لكرة القدم      | 1        | 2022             |
| نشامى المستقبل            | 1        | 2024             |

## روابط خارجية
- دوري الدرجة الأولى للسيدات الأردنيات على Soccerway.com
- دوري الدرجة الأولى للسيدات الأردنيات على كووورة.كوم (باللغة العربية)
- الاتحاد الأردني لكرة القدم